# Joseph Efford
Joseph Isiah Efford (* 29. August 1996 in Gwinnett County) ist ein US-amerikanischer Fußballspieler, der zuletzt bei PAS Ioannina in der griechischen Super League spielte.

## Karriere
Joseph Efford machte 2014 seinen Abschluss an der Dacula High School und spielte für die Fußballmannschaft, den Dacula Falcons. Nachdem er sein Erstsemester an der University of North Carolina at Greensboro abgeschlossen hatte, verzichtete er auf ein College-Soccer-Stipendium und entschied sich für eine Profikarriere in Europa. Nach mehreren Probetrainings in Rumänien unterschrieb er im Juni 2014 einen Vertrag beim FC Botoșani aus der Liga 1. Der Vertrag wurde jedoch nach nur einem Monat aufgelöst. Er verließ daraufhin Rumänien, um sich in Spanien bei einigen Vereinen im Probetraining zu beweisen. Nach einem zweiwöchigen Aufenthalt beim RCD Mallorca aus der Segunda División, unterschrieb er im September 2014 einen Vertrag. Probleme mit seinem Visum hielten ihn jedoch die folgenden sieben Monate aus dem Mannschaftstraining heraus, bevor er schließlich die Freigabe erhielt. In seinen zwei Saisons bei dem Verein lief er jedoch in keinem Spiel auf. Nach zweimonatiger Vereinslosigkeit erhielt er im September 2017 einen Vertrag in Griechenland beim Zweitligisten Ergotelis. Bei seinem Debüt am 25. Oktober 2017 erzielte er bei einer 2:4-Heimniederlage gegen den Erstligisten Xanthi im griechischen Pokal ein Tor. In der Liga schoss er in der ersten Saison in 24 Spielen sieben Tore und war hinter dem Belgier Hugo Cuypers (22 Tore) zweitbester Torjäger der Mannschaft. In der Saison 2018/19 war er mit elf Treffern bester Torschütze der Mannschaft. Im Jahr 2020 wurde er mit elf Toren Torschützenkönig in der zweiten Liga in Griechenland, die aufgrund der COVID-19-Pandemie vorzeitig beendet wurde. Nachdem Effords Vertrag bei Ergotelis im Sommer 2020 ausgelaufen war, unterzeichnete er am 20. Juli 2020 einen Dreijahresvertrag beim belgischen Erstligisten SK Beveren. In der Spielzeit 2020/21 schoss er in 24 Ligaspielen zwei Tore. Mit dem Team stieg er nach verlorener Relegation gegen den RFC Seraing aus der ersten Liga in Belgien ab. Während der laufenden Zweitligasaison 2021/22 wechselte Efford im Januar 2022 nach Schottland zum FC Motherwell.
Am 16. September 2023 unterschrieb Efford einen Dreijahresvertrag beim griechischen Erstligisten PAS Ioannina.